# Голяма риба
„Голяма риба“ (на английски: Big Fish) е американски филм на режисьора Тим Бъртън от 2003 г., базиран на едноименния роман на Даниел Уолъс от 1998 г.

## Актьорски състав
| Актьор              | Роля                             |
| Юън Макгрегър       | Едуард Блум (като млад)          |
| Албърт Фини         | Едуард Блум (като възрастен)     |
| Джесика Ланг        | Сандра Блум, съпругата на Едуард |
| Алисън Ломан        | Сандра (като млада)              |
| Били Крудъп         | Уилям Блум                       |
| Марион Котияр       | Жозефин Блум                     |
| Хелена Бонам Картър | Дженифър Хил / старата вещица    |

## Награди и номинации
| Награда                              | Категория                            | Номиниран(и)                         | Резултат  |
| ------------------------------------ | ------------------------------------ | ------------------------------------ | --------- |
| Награди на филмовата академия на САЩ | Най-добра оригинална филмова музика  | Дани Елфман                          | номинация |
| Златен глобус                        | Най-добър филм – мюзикъл или комедия | Най-добър филм – мюзикъл или комедия | номинация |
| Златен глобус                        | Най-добра оригинална филмова музика  | Дани Елфман                          | номинация |
| Златен глобус                        | Най-добра оригинална песен           | Man of the Hour (Pearl Jam)          | номинация |
| Златен глобус                        | Най-добър актьор в поддържаща роля   | Албърт Фини                          | номинация |
| Награда на БАФТА                     | Най-добър режисьор                   | Тим Бъртън                           | номинация |
| Награда на БАФТА                     | Най-добър филм                       | Най-добър филм                       | номинация |
| Награда на БАФТА                     | Най-добър грим                       | Най-добър грим                       | номинация |
| Награда на БАФТА                     | Най-добър дизайн на продукцията      | Най-добър дизайн на продукцията      | номинация |
| Награда на БАФТА                     | Най-добър адаптиран сценарий         | Джон Огъст                           | номинация |
| Награда на БАФТА                     | Най-добър актьор в поддържаща роля   | Албърт Фини                          | номинация |
| Награда на БАФТА                     | Най-добри визуални ефекти            | Най-добри визуални ефекти            | номинация |

## В България
На 18 април 2009 г. Нова телевизия излъчи филма с български дублаж за телевизията. Дублажът е от Арс Диджитал Студио, чието име не се споменава. В екипа участват:
| Преводач            | Любен Марковски                                                         |
| Тонрежисьор         | Михаил Михайлов                                                         |
| Режисьор на дублажа | Венета Маринова                                                         |
| Озвучаващи артисти  | Силвия Лулчева Силвия Русинова Васил Бинев Борис Чернев Николай Николов |

Филмът има дублаж на Андарта Студио, когато се излъчва по FOX. Екипът се състои от:
| Преводач           | Кристина Иванова                                                                            |
| Тонрежисьор        | Димитър Русев                                                                               |
| Озвучаващи артисти | Василка Сугарева Весела Хаджиниколова Кристиян Фоков Пламен Манасиев Стефан Сърчаджиев-Съра |